# 여수중앙중학교
여수중앙중학교(麗水中央中學校)는 대한민국 전라남도 여수시 덕충동에 있는 사립 중학교이다.

## 학교 연혁
- 1978년 12월 29일 : 여수중앙여자중학교 설립 인가
- 1979년 3월 6일 : 여수중앙여자중학교 개교
- 1983년 9월 1일 : 중∙고 분리, 초대 교장 김사헌 선생 취임
- 1999년 9월 6일 : 제3대 이사장 이영임 선생 취임
- 2023년 9월 1일 : 제10대 조종두 교장 취임
- 2025년 2월 7일 : 제44회 졸업생 75명 배출(총 13,174명)
- 2025년 3월 1일 : 남녀공학 개편
- 2025년 3월 1일 : 여수중앙중학교 교명변경

## 참고 자료
- 여수중앙중학교 - 한국교육학술정보원 학교알리미